# Ladogameer
Het Ladogameer (Russisch: Ладожское озеро; Ladoschskoje osero, Fins: Laatokka) is het grootste meer van Europa. Het ligt in Noordwest-Rusland, ten noordoosten van Sint-Petersburg. De oppervlakte is 17.700 km².
Het meer meet 219 kilometer van noord naar zuid en is gemiddeld 83 kilometer breed. De gemiddelde diepte bedraagt 51 meter en het diepste punt – in het noordwestelijke deel – ligt op 230 meter onder de waterlijn. Het stroomgebied omvat 276.000 km² en het volume van het meer 908 km³. In het meer liggen ongeveer 660 eilanden, die tezamen een totale oppervlakte van 435 km² hebben. De meeste eilanden, waaronder de eilandengroep Valaam (met het orthodoxe klooster Valaam), bevinden zich in het noordwestelijke deel.
Het meer watert via de Neva af op de Finse Golf en daarmee op de Oostzee. Het meer wordt gevoed door de Svir, die het water van het Onegameer (het op een na grootste meer van Europa) aanvoert, en door een reeks rivieren die vanuit de oostelijke Finse Merenvlakte (Saimaameer) komen. De voornaamste daarvan is de Vuoksi. Finland watert derhalve voor een belangrijk deel via Rusland af op de Finse Golf.
De oevers van het meer zijn in het noorden hoog en rotsachtig en in het zuiden laag en moerassig. Sinds 2017 is de scherenkust aan de noordoever beschermd in het 1220 km² grote nationaal park 'Scherenkust van het Ladogameer' (Russisch: Национальный парк Ладожские шхеры). Het Ladogameer vriest enkele maanden per jaar dicht.
Tot de Tweede Wereldoorlog liep de grens tussen Finland en Rusland door het Ladogameer en was de weg over het bevroren Ladogameer in de winter de enige manier voor contact tussen het omsingelde Leningrad en de buitenwereld. Langs de Weg van het Leven werden 1,3 miljoen mensen geëvacueerd en werden de bewoners en verdedigers van de stad bevoorraad met voedsel, brandstof en munitie. De Finnen verloren tijdens de Vervolgoorlog de noordoever met de stad Sortavala en het Valaamklooster, hetgeen werd geformaliseerd in 1947 bij de Vrede van Parijs. Tegenwoordig ligt de Fins-Russische grens 25 kilometer noordelijk van het meer.
Door het meer loopt nog wel een andere grens: die tussen de autonome republiek Karelië en de oblast Leningrad.